# Dalida

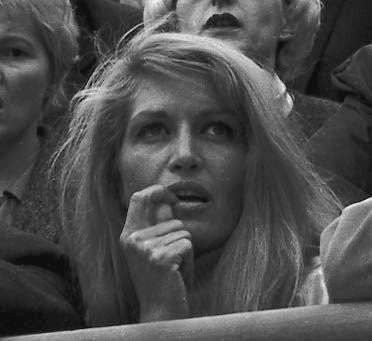
Dalida (1966)

Dalida (eigentlich Iolanda Cristina Gigliotti, zu Beginn ihrer Laufbahn unter dem Namen Dalila auftretend; * 17. Januar 1933 in Kairo; † 3. Mai 1987 in Paris) war eine italienisch-französische Chansonsängerin, die vom Ende der 1950er Jahre an zahlreiche Erfolge in französischsprachigen Ländern, aber auch in Italien, Spanien, Argentinien, Deutschland u. a. feierte und gelegentlich als Schauspielerin in Erscheinung trat. Im Laufe ihrer Karriere gelang es 50 ihrer Lieder, in die französische Top Ten aufzusteigen.

## Leben
Dalida wurde 1933 als zweites von drei Kindern einer italienischstämmigen Familie in Kairo geboren. Sie verbrachte ihre Kindheit und Jugend in Ägypten, wo ihr Vater, Pietro Gigliotti (1904–1945), als Konzertmeister (Erste Geige) am Kairoer Opernhaus engagiert war; ihre Mutter, Filomena Giuseppina d’Alba (1904–1971), war Schneiderin. Die Eltern von Dalidas Vater, Giuseppe und Rosa Gigliotti, waren um die Jahrhundertwende aus der Provinz Catanzaro in Kalabrien nach Ägypten ausgewandert. Dalida wuchs in der italienischen Gemeinde Kairos auf und besuchte eine katholische Schule. Nach deren Abschluss im Jahr 1951 trug sie zum Unterhalt der Familie bei, indem sie als Stenotypistin in einem pharmazeutischen Unternehmen arbeitete. Ihr Wunsch war es, Schauspielerin zu werden.
1951 nahm sie an einem Schönheitswettbewerb um den Titel der „Miss Ondine“ teil und erreichte dort Platz zwei. Danach arbeitete sie gelegentlich als Model für das Kairoer Modehaus Donna. Drei Jahre später wurde sie zur „Miss Ägypten“ gewählt und spielte in mehreren ägyptischen Filmen mit, unter dem Künstlernamen Dalila erstmals 1954 in der Rolle der Iolanda in dem Melodram Sigara wa-kass (A Glass and a Cigarette) von Niazi Mostafa (Regie) an der Seite der beliebten Bauchtänzerin und Filmschauspielerin Samia Gamal. Eine Nebenrolle übernahm sie in dem Film The Mask of Toutankhamon (1954, Regie Marco de Gastyne) sowie in Joseph et ses frères. Am 25. Dezember 1954 reiste sie erstmals nach Paris, um dort Rollen im Filmgeschäft zu finden. Sie wirkte in zwei Filmen als Nebendarstellerin mit und übernahm nach Beginn ihrer Gesangskarriere zwischen 1958 und 1968 immer wieder kleinere Rollen in französischen Produktionen.
Dalidas Gesangskarriere begann am 9. April 1956 im Olympia in Paris bei einem musikalischen Talentwettbewerb. Dabei wurde sie vom Chef des Hauses, Bruno Coquatrix, dem Schallplattenproduzenten Eddie Barclay und dem Programmdirektor des populären Hörfunksenders Europe N° 1, Lucien Morisse, entdeckt.
Im Rückblick gliedert sich Dalidas Gesangskarriere in zwei Phasen, die „années Barclay“ und die „années Orlando“, d. h. jene unter dem Management von Eddie Barclay und die vom Management ihres Bruders, Bruno Gigliotti, genannt Orlando, geprägten Jahre. Den Übergang zwischen beiden bildete eine mehrjährige Periode zurückgehender Plattenverkäufe und der künstlerischen Neuorientierung, nach der das Comeback in einer Zeit gelang, in der die Zahl der Schallplattenverkäufe allgemein höher lag als in den „ärmeren“ 1950er und 1960er Jahren.

### 1950er/1960er oder die „Barclay-Jahre“
Unter dem Management von Eddie Barclay gelangen zwischen Dezember 1956 und März 1969 40 Liedern Dalidas Platzierungen unter den Top Ten in Frankreich, 20 Liedern Top-Ten-Platzierungen in der Wallonie (Belgien), 19 im französischsprachigen Kanada, acht in Italien, sieben in Argentinien, je fünf in Spanien und der Türkei, drei in der Bundesrepublik Deutschland und zwei in Brasilien.
Barclay gab Dalida einen Plattenvertrag bei seinem Label Barclay Records und setzte bei den Tonaufnahmen meist das Orchester von Raymond Lefèvre zu ihrer Begleitung ein. Dalidas Debüt-Single war Madonna / Guitare flamenco / Flamenco bleu / Mon cœur va (EP Barclay 70034; veröffentlicht am 28. August 1956). Als zweite Single folgte im Dezember 1956 La violetera / Gitane / Le torrent / Fado (70039). Am 8. Februar 1957 kam ihre dritte Single, Bambino / Por favor / Aime-moi / Eh! ben’ (70068), auf den Markt. Die Aufnahmen dazu waren in Barclays neuem Tonstudio in der Rue Hoche Nr. 9 in Paris entstanden, und die Platte wurde Dalidas erster großer Erfolg. Von April 1957 an war sie 31 Wochen der Nummer-eins-Hit in Frankreich. 1958 wurde sie in Frankreich zur „Sängerin des Jahres“ gewählt und im folgenden Jahr zusammen mit Yves Montand mit einem von der französischen Regierung vergebenen Bravo du Music Hall ausgezeichnet.
Weitere Hits Dalidas waren 1959 Ciao Ciao Bambina sowie in Deutschland Am Tag, als der Regen kam, die deutsche Fassung eines Chansons von Gilbert Bécaud, die Platz eins der deutschen Hitparade erreichte und sich ein halbes Jahr unter den zehn erfolgreichsten Schlagern Deutschlands behauptete. Ihre Hits im Jahr 1960 waren Romantica, T’aimer follement, Les enfants du Pirée, Itsi-Bitsi und Milord.

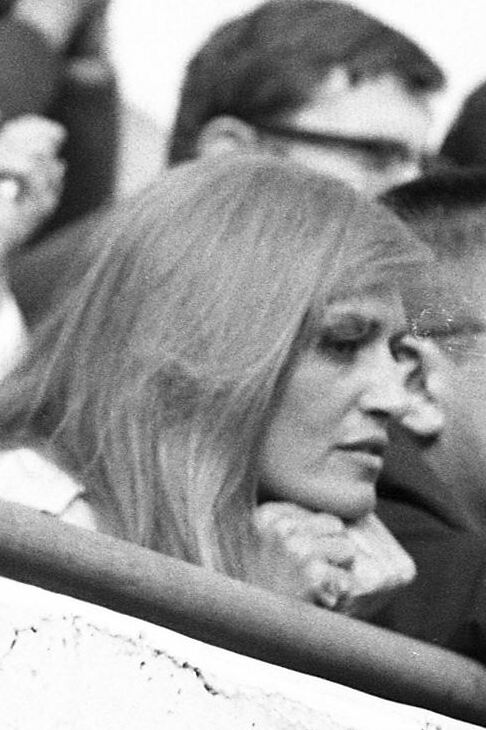
Dalida (1966)

1961 war für Dalida ein weiteres erfolgreiches Jahr. Herausragende Verkäufe erzielten Last Waltz, Achète-moi un jukebox und Garde-moi la dernière danse. Im Januar 1963 erhielt sie in Cortina d’Ampezzo den „Oscar Mondiale del Successo dei Juke Box“ für den am meisten auf Jukeboxen gespielten Künstler Europas. 1964 begleitete Dalida für den Hörfunksender Europe N° 1 die Tour de France. Nach jeder Etappe der populären Frankreichrundfahrt der Radrennfahrer trat sie abends auf einer Bühne auf und sang insgesamt fast 3.000 Lieder. Im September 1964 soll Dalida als Ehrung für mehr als zehn Millionen verkaufte Schallplatten ihre erste Platinplatte entgegengenommen haben. 1967 ehrte man sie in Italien als populärste Sängerin mit dem „Oscar Canzonissima“, und im Jahr 1968 erhielt sie für ihre Verdienste um das französische Chanson aus den Händen Charles de Gaulles die „Medaille des französischen Staatspräsidenten“. Sie wurde zum Commandeur des Arts et des Lettres erhoben und erhielt das Ehrenkreuz in vergoldetem Silber.
Ende der 1960er Jahre, auch infolge des Pariser Mai, ließ die Popularität vieler Unterhaltungskünstler der 1960er Jahre nach. Ein neuer Musikstil und neue Themen waren nun beim Publikum gefragt. Nach privaten Rückschlägen, darunter der Selbstmord ihres Freundes und Kollegen Luigi Tenco, trat Dalida während mehrerer Jahre kaum noch öffentlich in Erscheinung.

### 1970er/1980er oder die „Orlando-Jahre“
Nach rund 15-jähriger Zusammenarbeit mit Eddie Barclay übergab Dalida 1970 die Produktion ihrer Schallplatten und Konzerte ihrem jüngeren Bruder, Bruno Gigliotti, genannt Orlando. Im November 1971 trat sie nach vierjähriger Pause mit einem neuen Repertoire im Olympia auf. Da der Direktor des Hauses, Coquatrix, an ein Comeback nicht glaubte, trug sie die Saalmiete selbst. Ihr Auftritt erwies sich als großer Erfolg.
Unter dem Management ihres Bruders gelangen zwischen 1970 und ihrem Todesjahr zehn Liedern Dalidas Platzierungen unter den Top Ten in Frankreich, sieben Liedern Top-Ten-Platzierungen in der Wallonie (Belgien), 13 im französischsprachigen Kanada und zwei in der Türkei. In weiteren Ländern stiegen einige Hits von Dalida in die Top 100 auf, darunter Spanien, Deutschland und Israel.
1973 nahm Dalida mit dem populären Schauspieler Alain Delon das Duett Paroles, paroles (‚Worte, nur leere Worte‘) auf. Das Lied wurde in Frankreich, Kanada, Japan und anderen Ländern ein Hit. 1974 eroberte sie mit Gigi l’amoroso, einer italienischen Auswanderergeschichte, und Il venait d’avoir 18 ans (deutsche Fassung: Er war gerade achtzehn Jahr) über die Liebe einer Älteren zu einem jungen Mann erneut die Spitze der Hitparaden im In- und Ausland. Neu in ihrem Repertoire waren nachdenkliche Lieder wie Avec le temps (von Léo Ferré), Pour ne pas vivre seul (‚Um nicht allein zu leben‘) und Je suis malade (‚Ich bin krank‘, von Serge Lama). Für Le temps des fleurs, Gigi l’amoroso und J’attendrai nahm sie Goldene Schallplatten entgegen und erhielt 1975 für Gigi zudem eine Platinplatte.
Mit dem Evergreen J’attendrai wechselte sie 1975 zum Disco-Stil. Weitere Disco-Erfolge waren Besame mucho (1976), Laissez-moi danser (1979) und Gigi in Paradisco (1980).

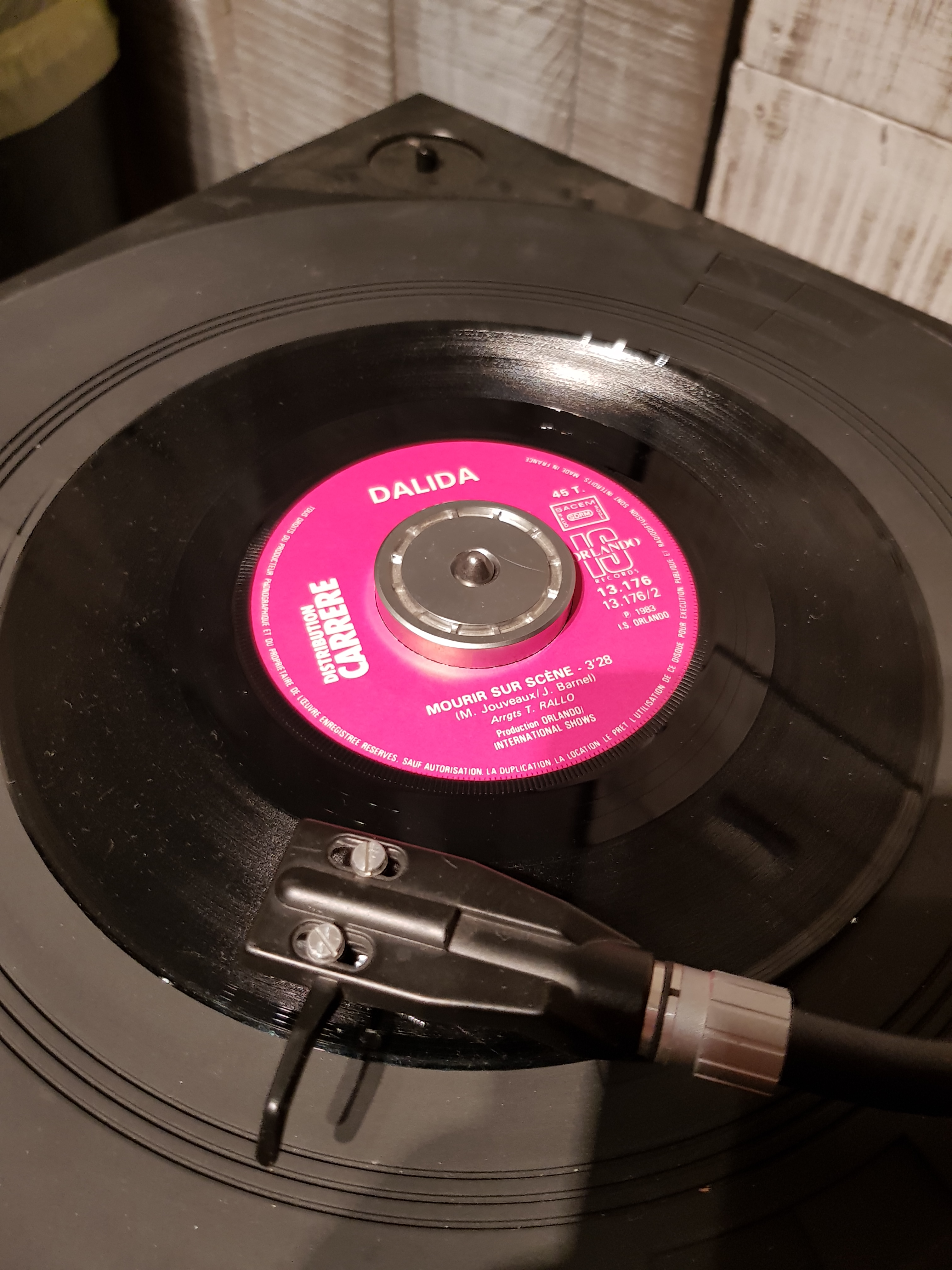
Single Mourir sur scène

1977 trat Dalida zum ersten Mal in der Carnegie Hall in New York auf. Im selben Jahr feierte sie ihr 20-jähriges Bühnenjubiläum im Olympia. Mit Salma ya salama, das sie auf Arabisch sang, landete sie einen weiteren Hit. Ihre Konzerttournee nach Ägypten und in den Libanon war ausverkauft.
Vom 5. bis zum 20. Januar 1980 trat Dalida täglich vor 5.000 Zuschauern in einer aufwendigen Musik-Revue (mit 30 Kostümwechseln pro Abend) im Palais des Sports in Paris auf. Anschließend erschien ein während der Auftritte aufgezeichnetes Musikalbum. Im selben Jahr überreichte man ihr anlässlich ihres 25-jährigen Künstlerjubiläums eine Diamantene Schallplatte. Das ZDF widmete ihr eine von ihr selbst moderierte Sonderausgabe der Sendereihe Liedercircus, 25 Jahre Dalida. 1981 begann eine große Tournee der Show, die sie im Jahr zuvor im Palais des Sports aufgeführt hatte. Dennoch ließen in den 1980er Jahren ihre Plattenverkäufe nach, und es gelangen ihr keine Platzierungen in den französischen Top Ten mehr.
Für den Film Der Kämpfer mit Alain Delon nahm sie 1983 den Musiktitel Je n’aime que lui auf. 1986 wurde sie in Kairo anlässlich der Uraufführung des nach einem Roman von Andrée Chedid entstandenen Films Le sixième jour (Regie Youssef Chahine), in dem sie die Hauptrolle spielte, gefeiert.

### Privates

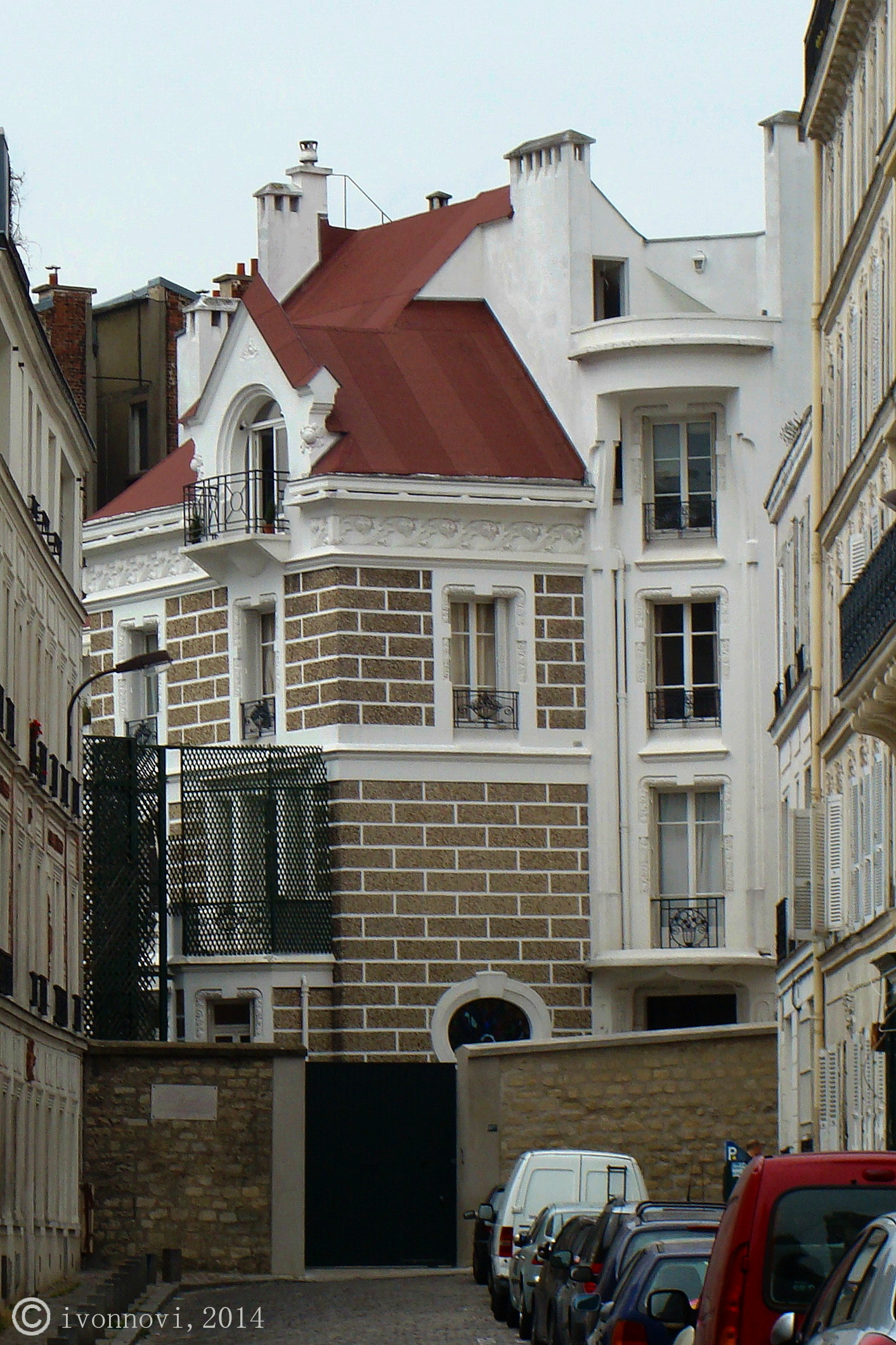
Seitenansicht von Dalidas Villa an der Rue d’Orchampt am Hang des Montmartre in Paris

Am 18. April 1961 heiratete Dalida im Alter von 28 Jahren in Paris ihren Entdecker, Lucien Morisse, damals Produzent und Direktor des Radiosenders Europe N° 1. Durch die Heirat erhielt sie die französische Staatsangehörigkeit. Die Ehe scheiterte nach wenigen Monaten, als Dalida bei den Filmfestspielen in Cannes den polnischen Maler Jean Sobieski kennenlernte und vorübergehend mit ihm zusammenzog. Im Dezember 1961 bezog sie eine Villa am Montmartre mit einem Ausblick über Paris, die sie bis zu ihrem Tod bewohnte, und trennte sich von Sobieski.
Am 25. Januar 1967 nahmen Dalida und ihr Freund, der italienische Komponist und Sänger Luigi Tenco, am Sanremo-Festival teil. Bei der Veranstaltung sang zunächst Tenco, dann Dalida das Lied Ciao amore, ciao. Als die Jury beide nicht zum Finale zuließ, schrieb Tenco im Hotel einen Abschiedsbrief, in dem er die kommerziell, nicht künstlerisch orientierte Entscheidung der Jury anprangerte, und tötete sich durch einen Pistolenschuss.
Nach Tencos Tod litt Dalida an Depressionen, ein Suizidversuch scheiterte. 1970 nahm sich ihr erster Ehemann, Lucien Morisse, das Leben. Dalida überwand ihre psychische Krise mit Hilfe einer Therapie. Der Schriftsteller Arnaud Desjardins, der sich für fernöstlichen Religionen interessierte, wurde ihr neuer Freund. Sie begleitete ihn nach Indien, bereiste das Land (angeblich drei Jahre lang) und begab sich in die Obhut eines geistlichen Führers.
1972 wurde der Maler und Sänger Richard Chanfray Dalidas neuer Lebensgefährte. Chanfray war in der Pariser Bohème als „Graf von Saint-Germain“ bekannt. Mit ihm zusammen lebte sie auf der Mittelmeerinsel Korsika, wo sie sich ein Haus bauen ließ. 1981 trennte sich Dalida von Chanfray, der sich im Juli 1983 das Leben nahm.

### Tod und Nachruhm

Dalidas Grabmal auf dem Friedhof von Montmartre

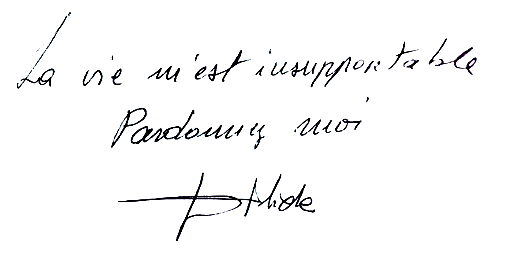
Von Dalida hinterlassene Abschiedsnotiz

Am 3. Mai 1987 wurde Dalida in ihrem Pariser Haus gegen 18 Uhr von einer Hausangestellten tot aufgefunden. Die Polizei teilte mit, sie sei an einer Überdosis Schlafmittel gestorben. Im Abschiedsbrief der 54-Jährigen stand nur ein Satz: „Das Leben ist mir unerträglich – vergebt mir.“ Der Trauergottesdienst fand unter Anteilnahme einer großen Menschenmenge in der Kirche La Madeleine in Paris statt. Dalida wurde auf dem Cimetière de Montmartre (Division 18) beigesetzt. Neben ihrer Grabstätte steht ein Briefkasten, in dem die immer noch zahlreichen Fans Briefe ablegen können.
Am 24. April 1997 wurde, zehn Jahre nach ihrem Tod, die Place Dalida unweit ihres Hauses im 18. Arrondissement eingeweiht. Zu ihrem Gedenken wurde dort eine Büste der Künstlerin aufgestellt. Seit Jahren berühren Touristen die Brüste der Büste als Glücksbringer.
Anlässlich ihres 86. Geburtstags hat ihr die Suchmaschine Google 2019 ein Doodle gewidmet. Mehrere biografische Spielfilme und Dokumentationen erinnern an sie (siehe Filmografie).

## Diskografie
Studioalben

| Jahr | Titel Musiklabel Katalog-Nr.       | Höchstplatzierung, Gesamtwochen/‑monate, AuszeichnungChartplatzierungen (Jahr, Titel, Musiklabel Katalog-Nr., Platzierungen, Wochen/Monate, Auszeichnungen, Anmerkungen) | Höchstplatzierung, Gesamtwochen/‑monate, AuszeichnungChartplatzierungen (Jahr, Titel, Musiklabel Katalog-Nr., Platzierungen, Wochen/Monate, Auszeichnungen, Anmerkungen) | Höchstplatzierung, Gesamtwochen/‑monate, AuszeichnungChartplatzierungen (Jahr, Titel, Musiklabel Katalog-Nr., Platzierungen, Wochen/Monate, Auszeichnungen, Anmerkungen) | Höchstplatzierung, Gesamtwochen/‑monate, AuszeichnungChartplatzierungen (Jahr, Titel, Musiklabel Katalog-Nr., Platzierungen, Wochen/Monate, Auszeichnungen, Anmerkungen) | Höchstplatzierung, Gesamtwochen/‑monate, AuszeichnungChartplatzierungen (Jahr, Titel, Musiklabel Katalog-Nr., Platzierungen, Wochen/Monate, Auszeichnungen, Anmerkungen) | Höchstplatzierung, Gesamtwochen/‑monate, AuszeichnungChartplatzierungen (Jahr, Titel, Musiklabel Katalog-Nr., Platzierungen, Wochen/Monate, Auszeichnungen, Anmerkungen) | Höchstplatzierung, Gesamtwochen/‑monate, AuszeichnungChartplatzierungen (Jahr, Titel, Musiklabel Katalog-Nr., Platzierungen, Wochen/Monate, Auszeichnungen, Anmerkungen) | Anmerkungen                | [↑]: gemeinsam behandelt mit vorhergehendem Eintrag; [←]: in beiden Charts platziert |
| Jahr | Titel Musiklabel Katalog-Nr.       | DE | AT | CH | FR | IT | BEW | BEF | Anmerkungen                |                                                                                      |
| ---- | ---------------------------------- | --- | --- | --- | --- | --- | --- | --- | -------------------------- | ------------------------------------------------------------------------------------ |
| 1968 | Dalida Barclay SIB-30              | — | — | — | — | IT4 (2 Mt.)IT | —[BEF: ↑] | —[BEF: ↑] | Erstveröffentlichung: 1968 |                                                                                      |
| 1968 | Dalida Barclay BSP-9045            | — | — | — | — | IT1 (2 Mt.)IT | —[BEF: ↑] | —[BEF: ↑] | Erstveröffentlichung: 1968 |                                                                                      |
| 1968 | Le temps des fleurs                | — | — | — | FR8 (38 Wo.)FR | — | —[BEF: ↑] | —[BEF: ↑] | Erstveröffentlichung: 1968 |                                                                                      |
| 1974 | Dalida 74 auch bekannt als: Manuel | — | — | — | FR12 (8 Wo.)FR | — | —[BEF: ↑] | —[BEF: ↑] | Erstveröffentlichung: 1974 |                                                                                      |
| 1977 | Salma ya salama                    | — | — | — | FR6 (20 Wo.)FR | — | —[BEF: ↑] | —[BEF: ↑] | Erstveröffentlichung: 1977 |                                                                                      |
| 1978 | 50 Succès Disco                    | — | — | — | FR5 (16 Wo.)FR | — | —[BEF: ↑] | —[BEF: ↑] | Erstveröffentlichung: 1978 |                                                                                      |

grau schraffiert: keine Chartdaten aus diesem Jahr verfügbar
Weitere Studioalben
| - 1957: Son nom est Dalida - 1957: Miguel - 1958: Gondolier - 1958: Les gitans - 1959: Le disque d’or de Dalida - 1959: Love in Portofino (A San Cristina) - 1960: Les enfants du Pirée - 1961: Garde-moi la dernière Danse - 1961: Loin de moi - 1962: Le petit Gonzalès - 1963: Eux - 1964: Amore scusami (Amour excuse-moi) - 1965: Il Silenzio (Bonsoir Mon Amour) - 1967: Olympia 67 - 1969: Ma mère me disait - 1969: Canta in italiano - 1970: Ils ont changé ma chanson | - 1971: Une vie - 1972: Il faut du temps - 1973: Dalida 73 (auch bekannt als Julien) - 1974: Gigi l’amoroso (Verkäufe: 50.000) - 1975: J’attendrai - 1976: Coup de chapeau au passé - 1976: Femme est la nuit - 1978: Ça me fait rêver - 1979: Dédié à toi - 1980: Gigi in paradisco - 1981: Olympia 81 - 1982: Spécial Dalida - 1982: Confidences sur la fréquence - 1983: Dalida 83 (auch bekannt als Les P’tits Mots) - 1984: Dali - 1986: Le visage de l’amour |

## Filmografie

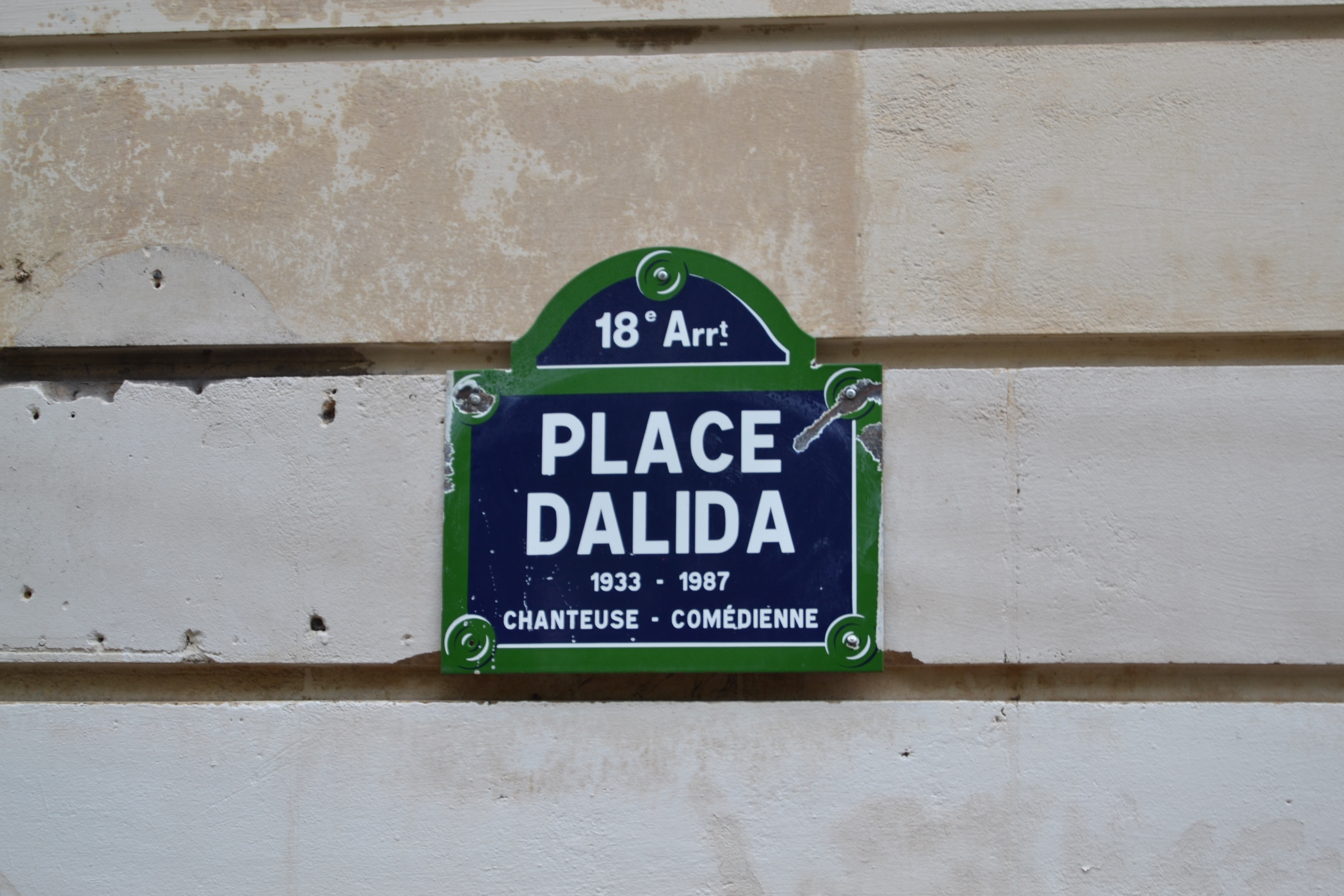
Place Dalida: Straßenschild auf dem Montmartre

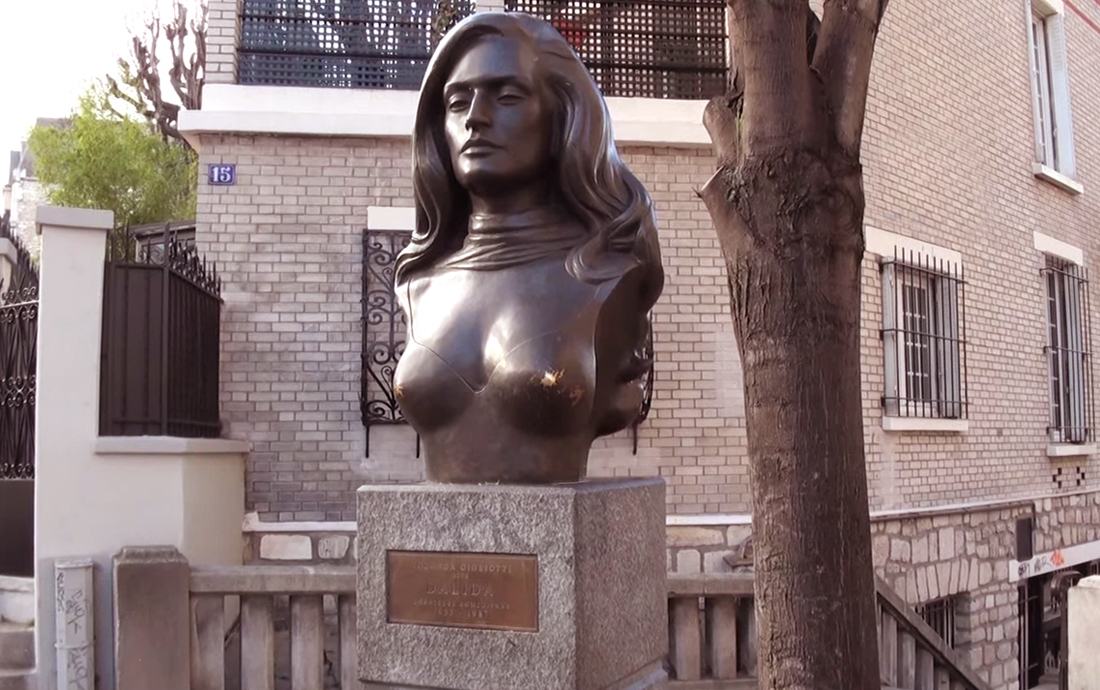
Büste auf der Place Dalida

Filmproduktionen, an denen Dalida mitwirkte:
- 1955: Sigarah wa-kass
- 1955: Le masque de Toutankhamon
- 1958: Rapt au deuxième bureau
- 1959: Mädchen für die Mambo-Bar
- 1961: Che femmina… e che dollari!
- 1963: L’inconnue de Hong Kong
- 1963: Teuf-teuf (TV)
- 1965: Menage all’italiana
- 1965: Ni figue ni raisin (TV-Serie, eine Folge)
- 1966: La morale de l’histoire (TV)
- 1968: Io ti amo
- 1968: American secret service: cronache di ieri e di oggi
- 1986: Der sechste Tag (Al-yawm al-Sadis)

Spielfilme über Dalida:
- 2005: Dalida (Fernsehfilm von Joyce Buñuel mit Sabrina Ferilli in der Titelrolle sowie mit Charles Berling, Michel Jonasz, Christophe Lambert u. a.)
- 2016: Dalida (Spielfilm von Lisa Azuelos mit Sveva Alviti in der Titelrolle)

Dokumentationen:
- 2021: Divas. D'Oum Kalthoum à Dalida (Fernsehproduktion von Feriel Ben Mahmoud)
- 2023: Dalida & Orlando, les âmes soeurs (deutscher Titel: Dalida, meine Schwester, Fernsehproduktion von François Chaumont, ARTE Frankreich, 53 Minuten)